# 雲谷峠
雲谷峠（もやとうげ）は、青森県青森市にある山である。名前は「峠」だが、実際には峠ではない。古くは「モヤノトンケ」と地元集落で呼ばれていた名残と言われる。青森市民からは単に「雲谷」と称されている。当山は、青森市街地南部に位置し、青森市街から八甲田・十和田湖方面の途中にある。標高553メートル。青森市から八甲田山を望む際に、その右側手前に見える。八甲田山本体よりはるかに低いが形のよい独立峰であるため、市民にとってはシンボリックな存在である。

## モヤヒルズ
当山の北斜面が青森市営のスキー場「モヤヒルズ」となっている（指定管理者による運営）。標高差約270mにリフトが３本、うち下部の標高差約140mでは平日でもナイター営業を行う。最上部は上級斜面となりダイナミックな滑走を味わえるが、迂回コースがある。ゲレンデの営業期間は降雪量によって異なるが、おおむね12月下旬から３月末まで。夏季はバーベキューや音楽ライブ等のイベント、秋にはコスモス畑等、高原レジャー施設として利用可能。舗装コースを車輪付きのカートで下る遊具（有料）がある。

### モヤヒルズスキー場
ゲレンデは最大滑走距離が1,800m、各スキーヤーのレベルに合わせて、自由に選ぶことができる。各リフトごとにコースを設置し、子供から大人までみんなが楽しめるスキー場です。ナイターゲレンデでは、青森市街の夜景を一望しながらロマンチックなナイタースキーが楽しむ事ができる。

#### ゲレンデ
- コスモスゲレンデ(ナイター営業あり) 4人乗り高速コスモスクワッドリフトからのコースでほどよい傾スロープが広がる初級者向けのコース。
- ワラビゲレンデ(ナイター営業あり)	コスモスクワッドリフト、オダマキリフトからのコースで山頂付近はやや急斜面。中腹までおりると緩やかな斜面が広がる中・上級者向けコース。
- オダマキゲレンデ	オダマキペアリフトからの中・上級者向けコース。幅の広いゲレンデでスラロームの大会や各種検定にも使われる。
- カタクリゲレンデ	カタクリペアリフトからのコースで非圧雪ゾーン。カタクリペアリフトは土日のみの営業です。
- トンケイコース　カタクリペアリフトまたはアケビペアリフトから山頂から西側に迂回する1.8Kmのロングコース。コース幅がやや狭めの初・中級lコース。
- カランツゲレンデ	スズランキッズリフトからの初心者向けの緩やかなコース。ファミリーゲレンデとしてソリゲレンデも完備。

#### リフト
- コスモスクワッドリフト 　高速4人乗りリフト　約594m(通年運行)
- オダマキペアリフト　可変速2人乗りリフト　約551m
- カタクリペアリフト　可変速2人乗りリフト　約728m
- アケビペアリフト 可変2人乗りリフト　約569m
- スズランキッズリフト 	 ロープトー　約100m
- スミレキッズリフト　ロープトー　約130m（現在は運転していない）

### ヒルズサンダー
モヤヒルズのローラーリュージュは「ヒルズサンダー」と名付けられ、平成10年春から本格的に営業を開始してる。 

#### コース
- コース総延長　1,546m
- コース高低差　117m
- コース内容 
  - グランプリコース(初級)　965m
  - フラワーコース(中級)　1,030m

## ねぶた起源説
この山の裾野から雲谷沢および横内川が発する。この流域に女酋長、阿弥須（オヤス）と弟の屯慶（トンケイ）が率いる蝦夷の集落があり、坂上田村麻呂がこれを征伐しようとしたが難航した。蝦夷を驚かすために太鼓や鐘を鳴らしたのが青森ねぶたの始まり、とする。この説は昭和のころまで青森市民に信じられており、「ねぶたの里」という観光施設も当地にあった（東北新幹線田茂木野トンネルと雲谷平トンネルの間）。しかし平成以降、史実の上では田村麻呂が青森県には達していないということが判明しこの説は公的に否定されることとなった（その隷下である文室綿麻呂は来た可能性がある）。一方、この地区より北東約2.5kmの幸畑には熊野神社があり蝦夷の砦の跡とされ、また北3kmほどの妙見にある大星神社は征伐軍の戦勝祈願の地とされる。人物は特定できなくとも蝦夷征伐の痕跡が付近に残っている。

## アクセス
- 青森自動車道青森中央ICから国道103号経由で約15分～20分。
- JR青森駅からJRバス東北十和田湖行きバスで｢モヤヒルズ入口｣バス停下車後、徒歩。

## 周辺
- 国道103号
- ヴィラシティ雲谷
- 合子沢記念公園
- 岩木山展望所
- 青森公立大学